# Site de Shijimizuka
Le site de Shijimizuka (蜆塚遺跡, Shijimizuka iseki) est un site archéologique de la fin de la période Jōmon situé dans l'arrondissement Chūō de la ville de Hamamatsu, préfecture de Shizuoka au Japon, habité approximativement de 2000 av. J.-C. à 1000 av. J.-C.

## Historique
L'existence de grands amas coquilliers contenant des millions de coquilles de palourdes d'eau douce bivalves est documentée au milieu de l'époque d'Edo. Une partie du site est détruite par les agriculteurs locaux qui l'exploitent pour les engrais dans les années 1830. Cependant, avec la mise au jour de l'amas coquillier d'Ōmori par Edward S. Morse de l'université impériale de Tokyo en 1877, l'attention des universitaires se concentre sur le site de Hamamatsu, et des recherches préliminaires sont menées par l'université de Tokyo en 1889. Ces fouilles découvrent des fragments de vaisselle et des outils de pierre, et confirment que le site date de la période Jōmon. 
Des fouilles ultérieures en 1895 et 1915 découvrent des ossements humains, ainsi que des colliers et des bracelets fabriqués à partir de coquilles. Des ossements de cerf et de sanglier sont également trouvés. D'autres fouilles effectuées plus tard par l'université impériale de Kyoto en 1920-1922 révèlent les fondations de vingt maisons en fosses.
Les recherches sur le site sont approfondies en utilisant des méthodes modernes par l'université de Shizuoka à partir de 1954-1955 et en 1983. La plupart des artefacts, qui comprennent des pointes de flèche en fer, des bijoux et de la poterie, sont exposés au proche musée municipal d'Hamamatsu.
À l'heure actuelle, l'amas coquillier est divisé en quatre parties. Une partie est conservée avec la section exposée sur une profondeur d'environ 1,5 m, ce qui indique une occupation du site pendant environ mille ans. En plus des coquillages et des os d'animaux, des os de différents poissons de mer ont été découverts, ce qui indique que le site était riche en ressources marines et forestières.
En 1959, le site est désigné « site historique national » et ouvert au public en tant que parc de restes historiques. Un certain nombre des habitations a été reconstruit. Une ferme datant du XIXe siècle est également conservée sur le site.